# Brachycyrtus eublemmae
Brachycyrtus eublemmae là một loài tò vò trong họ Ichneumonidae.